# آهنربای نئودیمیم

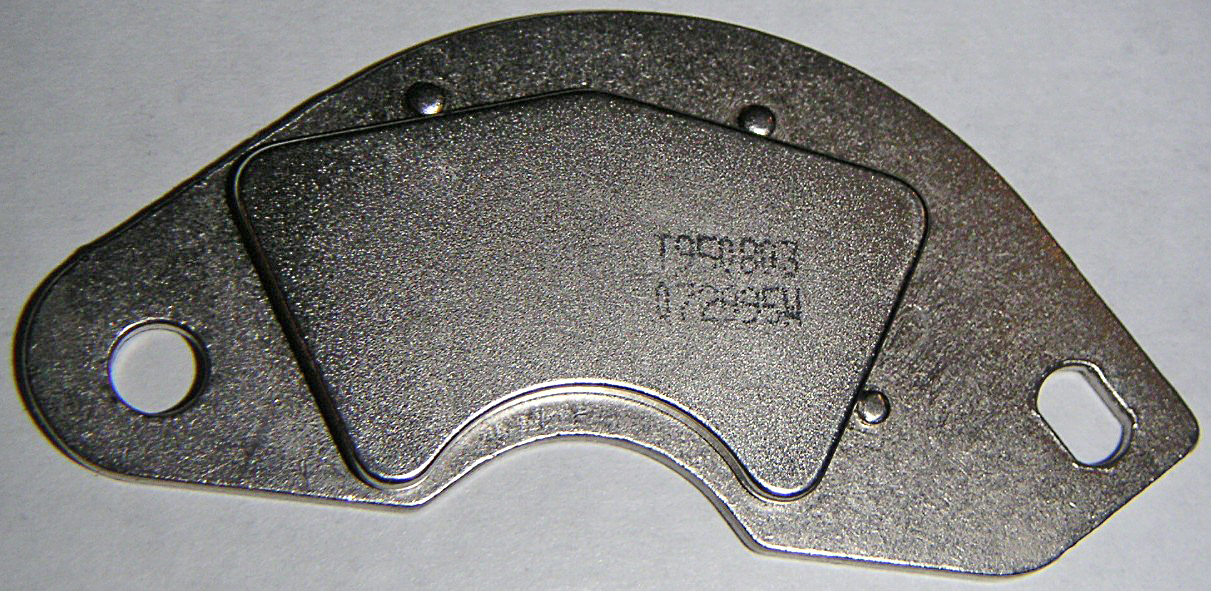
آهنربای نئودیمیم با روکش نیکل برروی یک بست از درایو دیسک سخت

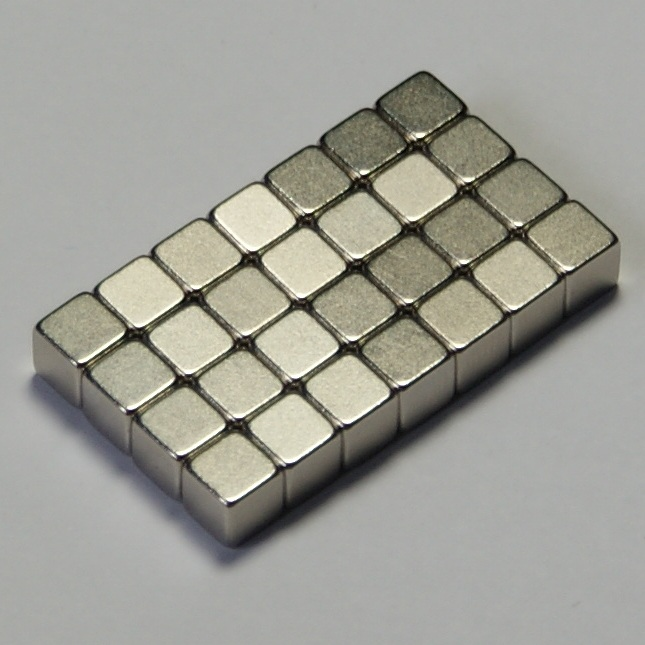
مکعب‌های آهنربای نئودیمیوم با روکش-نیکل

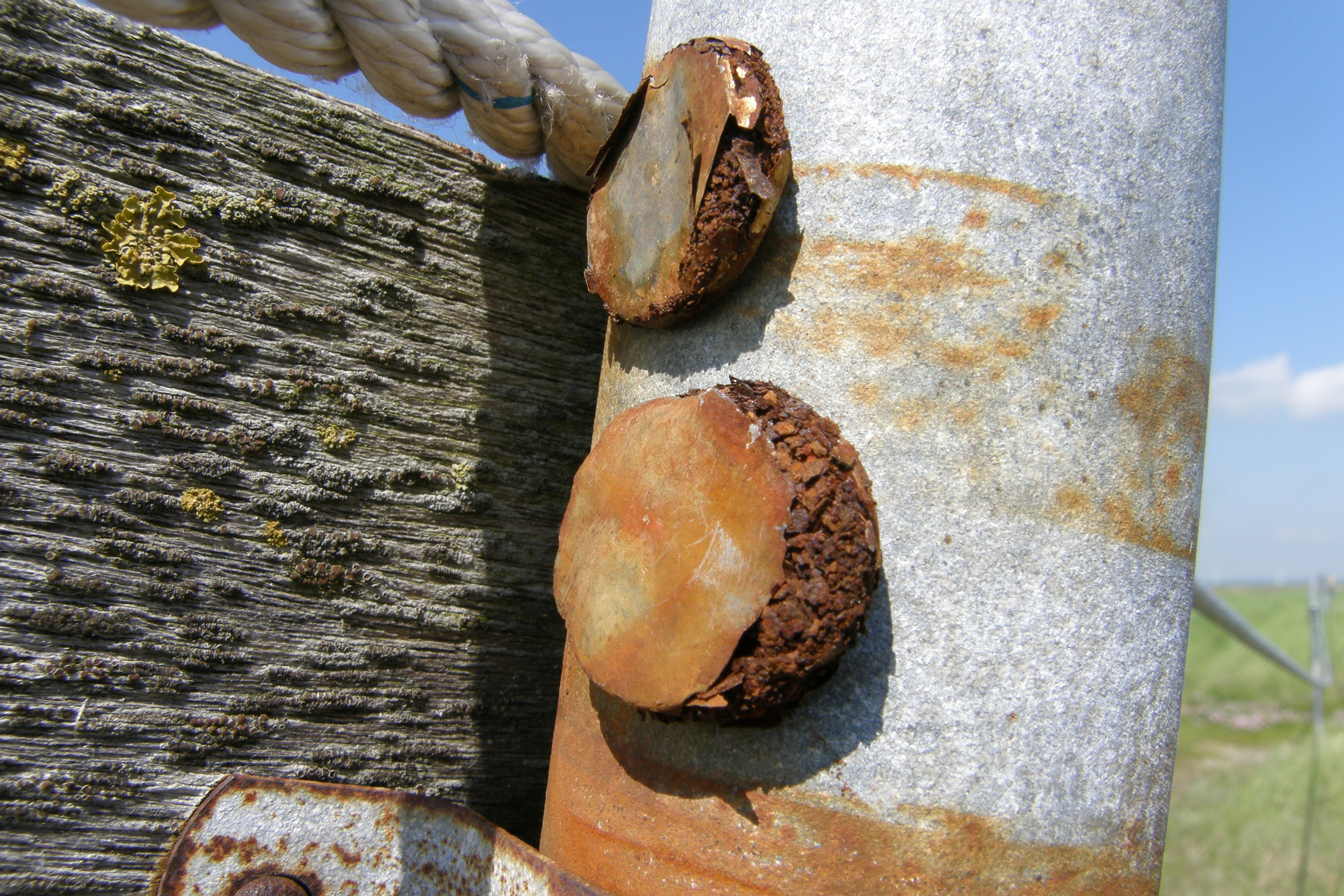
این آهنرباهای نئودیمیم پس از پنج ماه قرار گرفتن در معرض آب و هوا به شدت خورده شدند.

آهنربای نئودیمیُم (همچنین به آن آهنربای NdFeB، ان‌آی‌بی یا نئو نیز می‌گویند) پرکاربردترین نوع از آهنربای خاک-کمیاب است. این یک آهنربای دائمی است که از آلیاژ نئودیمیم، آهن و بور ساخته می‌شود و ساختار بلوری چهارگوشه‌ای Nd2Fe14B را تشکیل می‌دهد. آهنربا نئودیمیم به‌طور مستقل در سال ۱۹۸۴ توسط جنرال موتورز و فلزات ویژه سومیتومو توسعه یافته‌است، قوی‌ترین نوع آهنربای دائمی موجود در بازار است. به دلیل فرایندهای مختلف تولید، آنها به دو زیر گروه تقسیم می‌شوند، یعنی آهنرباهای NdFeB متخلخل و آهنرباهای NdFeB پیوند خورده. آنها در بسیاری از کاربردها در محصولات مدرن که به آهنرباهای دائمی قوی احتیاج دارند، جایگزین انواع دیگر آهنرباها، مانند موتورهای الکتریکی در تجهیزات بدون‌هسته، درایوهای دیسک سخت و چفت و بست مغناطیسی شده‌اند.

## خواص مغناطیسی
برخی از خواص مهم مورد استفاده برای مقایسه آهنربای دائمی عبارتند از:
- مغناطش باقی‌مانده (Br)، که قدرت میدان مغناطیسی را اندازه‌گیری می‌کند.
- وادارندگی (Hci)، مقاومت مواد در برابر وامغناطیده (به انگلیسی: demagnetized).
- حاصل‌ضرب بیشینه انرژی (BHmax)، چگالی انرژی مغناطیسی،[۱۰] با حداکثر مقدار چگالی شار مغناطیسی (B) ضربدر شدت میدان مغناطیسی (H) مشخص می‌شود.
- دمای کوری (TC)، دمایی که ماده، مغناطیس خود را از دست می‌دهد.

آهنرباهای نئودیمیم ماندگاری بالاتری دارند، از وادارندگی و انرژی بسیار بالاتری برخوردارند، اما اغلب دمای کوری پایین‌تر از سایر آهنرباها دارند. آلیاژهای خاص آهنربای نئودیمیم شامل تربیوم و دیسپروزیم تولید شده‌اند که دمای کوری بالاتری دارند و به آنها اجازه می‌دهد دماهای بالاتر را تحمل کنند. جدول زیر کارایی مغناطیسی آهنرباهای نئودیمیم را با انواع دیگر آهنرباهای دائمی مقایسه می‌کند.
| آهنربا                      | Br (T)   | Hci (kA/ m) | BHmax (kJ/m3) | TC               | TC              |
| آهنربا                      | Br (T)   | Hci (kA/ m) | BHmax (kJ/m3) | (درجه سانتیگراد) | (درجه فارنهایت) |
| --------------------------- | -------- | ----------- | ------------- | ---------------- | --------------- |
| Nd2Fe14B، پیوندی            | ۱٫۰–۱٫۴  | ۷۵۰–۲۰۰۰    | ۲۰۰–۴۴۰       | ۳۱۰–۴۰۰          | ۵۹۰–۷۵۲         |
| Nd2Fe14B، متخلخل            | ۰٫۶–۰٫۷  | ۶۰۰–۱۲۰۰    | ۶۰–۱۰۰        | ۳۱۰–۴۰۰          | ۵۹۰–۷۵۲         |
| SmCo5 متخلخل                | ۰٫۸–۱٫۱  | ۶۰۰–۲۰۰۰    | ۱۲۰–۲۰۰       | ۷۲۰              | ۱۳۲۸            |
| Sm(Co, Fe, Cu, Zr)7، متخلخل | ۰٫۹–۱٫۱۵ | ۴۵۰–۱۳۰۰    | ۱۵۰–۲۴۰       | ۸۰۰              | ۱۴۷۲            |
| آلنیکو، متخلخل              | ۰٫۶–۱٫۴  | ۲۷۵         | ۱۰–۸۸         | ۷۰۰–۸۶۰          | ۱۲۹۲–۱۵۸۰       |
| اس‌آر-فریت، متخلخل           | ۰٫۲–۰٫۷۸ | ۱۰۰–۳۰۰     | ۱۰–۴۰         | ۴۵۰              | ۸۴۲             |

## مطالعه بیشتر
- MMPA 0100-00, Standard Specifications for Permanent Magnet Materials
- K.H.J. Buschow (1998) Permanent-Magnet Materials and their Applications, Trans Tech Publications Ltd. , Switzerland, شابک ‎۰−۸۷۸۴۹−۷۹۶-X
- Campbell, Peter (1994). Permanent Magnet Materials and their Application. Permanent Magnet Materials and Their Application. p. 217. Bibcode:1996pmma.book.....C. ISBN 978-0-521-24996-6.
- Furlani, Edward P. (2001). Permanent Magnet and Electromechanical Devices: Materials, Analysis and Applications. London: Academic Press. ISBN 978-0-12-269951-1.
- Brown, D; Ma, Bao-Min; Chen, Zhongmin (2002). "Developments in the processing and properties of NdFeB-type permanent magnets". Journal of Magnetism and Magnetic Materials. 248 (3): 432–440. Bibcode:2002JMMM..248..432B. doi:10.1016/S0304-8853(02)00334-7.
- The Dependence of Magnetic Properties and Hot Workability of Rare Earth-Iron-Boride Magnets Upon Composition.